# Польское языковедческое общество
Польское языковедческое общество (пол. Polskie Towarzystwo Językoznawcze) — польское научное общество, основанное в 1925 году. Общество было создано по инициативе известных польских учёных-языковедов, в том числе профессора Львовского университета Анджея Гавронского, профессоров Ягеллонского университета Зенона Клеменсевича и Яна Розвадовского (был избран первым председателем Общества) и ряда других.
Согласно Уставу, целью Общества является содействие развитию языкознания; распространение и популяризация лингвистических достижений; поддержание контактов среди своих членов, а также коммуникаций с научными центрами и ассоциациями за рубежом; организация конференций, научных сессий, семинаров и дискуссий научно-исследовательского характера; издание профильного журнала и научных публикаций.
С 1927 года Общество издаёт научный журнал Бюллетень Польского лингвистического общества (пол. Biuletyn Polskiego Towarzystwa Językoznawczego), который выходит раз в год. В журнале публикуются профильные теоретические и методологические статьи, а также материалы научных конференций Общества.
Председателем Общества является профессор Piotr Stalmaszczyk.
Актуальная информация о деятельности Общества публикуется на сайте www.ptj.civ.pl.